# 白果站 (四川省)
白果站（彝語北部方言： bit ko）是一个成昆铁路上的铁路车站，位于四川省凉山彝族自治州越西县梅花镇（原白果乡）白果村，建于1970年，目前为四等站，邮政编码为616653。目前客运：办理旅客乘降；不办理行李、包裹托运；货运：办理整车货物发到。车站上行至阿寨站区间设有复线插入段:3。

## 灾害
1995年6月17日车站曾发生泥石流灾害，造成成昆铁路中断数小时。
2018年7月30日晚，白果站至阿寨站区间因持续降雨引发的泥石流水害，经抢修于8月1日20时开通；8月2日8时，白果站内再度发生泥石流水害，造成约9000方泥石掩埋轨道，导致成昆铁路中断至8月15日。线路通车后，铁路部门加固了事发线路右侧的岸坡、拦挡桩及排导槽，同时新建总长约1.5公里的截水沟2道、泥石流拦阻网5道以及长约20米的框架渡槽等设施以防止灾害再次发生。